# Corestheta elongata
Corestheta elongata là một loài bọ cánh cứng trong họ Cerambycidae.